# Moonbase Alpha
Moonbase Alpha est un jeu vidéo qui fournit une simulation réaliste de la vie sur la lune. Il a été réalisé par Army Game Studio, les développeurs d'America's Army et Virtual Heroes, Inc. en collaboration avec NASA Learning Technologies. Le jeu est sorti le 6 juillet 2010 gratuitement sur Steam